# 党坪苗族乡
党坪苗族乡，是中华人民共和国湖南省邵陽市绥宁县下辖的一个乡镇级行政单位。

## 行政区划
党坪苗族乡下辖以下地区：
党坪村、芷坪村、界溪村、滚水村、苏家村、动雷村、麻地村、大碑村、米水村、龙家村、冻坡村和杨庄村。